# Тетяна Артеменко
Тетяна Артеменко (до шлюбу Шапошникова; 2 вересня 1976, Одеса, Українська РСР) — ізраїльська волейболістка, догравальниця. Гравчиня національної збірної.

## Із біографії
Народилася в Одесі. У збірній Ізраїлю грала з Юлією Волівач з «Орбіти». Тривалий час захищала кольори італійських клубів. Переможниця Ліги європейських чемпіонів і Кубка Європейської конфедерації волейболу. 
Після завершення ігрової кар'єри працює у тренерському штабі збірної Ізраїля.

## Клуби
| Роки      | Клуби                          |
| --------- | ------------------------------ |
| 1990—1991 | «Маккабі» (Тель-Авів)          |
| 1991—1993 | «Хапоель» (Арад)               |
| 1993—1995 | «Емек» (Хефер)                 |
| 1995—1997 | «Хісаміцу-Спрінгс»             |
| 1997—1998 | «Берлін»                       |
| 1998—2001 | «Марсі» (Палермо)              |
| 2000—2001 | «Капо Суд» (Реджо-Калабрія)    |
| 2001—2003 | «Ріо-де-Жанейро»               |
| 2003—2004 | «Монте Ск'яво» (Єзі)           |
| 2004—2005 | «Форнаріна» (Чивітанова-Марке) |
| 2005—2006 | «Сассуоло»                     |
| 2006—2007 | «Олімпіакос» (Пірей)           |
| 2007—2008 | «Деспар» (Перуджа)             |
| 2008—2009 | «Урбіно»                       |
| 2010—2012 | «Модржянська» (Простейов)      |
| 2012—2013 | «Локомотив» (Баку)             |
| 2013—2014 | «Хапоель Іроні» (Кір'ят Ата)   |

## Досягнення
- Переможниця Ліги чемпіонів : 2008
- Володарка Кубка ЄКВ (1): 2004
- Чемпіонка Італії (1): 2008
- Володарка суперкубка Італії (2) : 2000, 2007
- Чемпіонка Бразилії (2): 2002, 2003
- Чемпіонка Чехії (2): 2011, 2012
- Володарка кубка Чехії (1): 2011, 2012
- Чемпіонка Ізраїлю (1): 2014